# Stadion Čika Dača
Stadion Čika Dača (serb. Стадион Чика Дача) – stadion piłkarski i lekkoatletyczny mieszczący się w Kragujevacu, na którym domowe mecze rozgrywa miejscowy klub, Radnički 1923. Pojemność stadionu wynosi 22 100 miejsc. Został wybudowany w latach 1949–1957 i odnowiony w 2007. Stadion nosi nazwę po Danilo Stojanoviciu, który jest uważany za pioniera serbskiej piłki nożnej.